# 湾岸環八出入口
湾岸環八出入口（わんがんかんぱちでいりぐち）は、東京都大田区にある首都高速道路湾岸線の出入口である。東京国際空港内にある。川崎浮島JCT方面の出入口のみ設置されているハーフインターチェンジである。

## 道路
- 国道357号
- 東京都道311号環状八号線

## 周辺
- 東京国際空港（羽田空港）
- 新整備場駅

## 隣
首都高速湾岸線
川崎浮島JCT/(B12,B13)浮島出入口/湾岸浮島TB(廃止) - 多摩川TN - (B14)湾岸環八出入口 - (B16, B17)空港中央出入口